# Hetaerica scenica
Hetaerica scenica är en spindelart som först beskrevs av Ludwig Carl Christian Koch 1872.  Hetaerica scenica ingår i släktet Hetaerica och familjen Zodariidae.
Artens utbredningsområde är Queensland. Inga underarter finns listade i Catalogue of Life.